# أوغدينسبورغ
أوغدينسبورغ (نيويورك) (بالإنجليزية: Ogdensburg, New York)‏ هي مدينة تقع في الولايات المتحدة في نيويورك (ولاية). يقدر عدد سكانها بـ 11,128 نسمة ومساحتها 21.1 كم2 وترتفع عن سطح البحر 90 متر.

## التركيبة السكانية
حدّد مكتب تعداد الولايات المتحدة بيانات التركيبة السكانية لأوغدينسبورغ في تعداد الولايات المتحدة. في ما يلي، التركيبة السكانية حسب تعدادي 2000 و2010.

### تعداد عام 2000
بلغ عدد سكان أوغدينسبورغ 12,364 نسمة بحسب تعداد عام 2000، وبلغ عدد الأسر 4,181 أسرة وعدد العائلات 2,582 عائلة مقيمة في المدينة. في حين سجلت الكثافة السكانية 586.8 نسمة لكل كيلومتر مربع (1,519.8/ميل2). وبلغ عدد الوحدات السكنية 4,531 وحدة بمتوسط كثافة قدره 215 لكل كيلومتر مربع (556.8/ميل2).
وتوزع التركيب العرقي للمدينة بنسبة 85.05% من البيض و9.92% من الأمريكيين الأفارقة و0.80% من الأمريكيين الأصليين و0.69% من الأمريكيين ذوي الأصول الآسيوية و0.06% من سكان جزر المحيط الهادئ و2.81% من الأعراق الأخرى و0.67% من عرقين مختلطين أو أكثر و6.22% من الهسبانيون أو اللاتينيون من أي عرق.
بلغ عدد الأسر 4,181 أسرة كانت نسبة 33.8% منها لديها أطفال تحت سن الثامنة عشر تعيش معهم، وبلغت نسبة الأزواج القاطنين مع بعضهم البعض 41.5% من أصل المجموع الكلي للأسر، ونسبة 15.1% من الأسر كان لديها معيلات من الإناث دون وجود شريك، بينما كانت نسبة 5.2% من الأسر لديها معيلون من الذكور دون وجود شريكة وكانت نسبة 38.2% من غير العائلات. تألفت نسبة 32.3% من أصل جميع الأسر من عدة أفراد يعيشون في نفس المنزل ونسبة 14.2% كانت تتألف من شخص يعيش بمفرده يبلغ من العمر 65 عاماً أو أكثر. وبلغ متوسط حجم الأسرة المعيشية 2.39، أما متوسط حجم العائلات فبلغ 2.98.
بلغ العمر الوسطي للسكان 36.5 عاماً. وكانت نسبة 21% من القاطنين تحت سن الثامنة عشر، وكانت نسبة 6.6% بين الثامنة عشر والرابعة والعشرين عاماً، ونسبة 23% كانت واقعةً في الفئة العمرية ما بين الخامسة والعشرين والرابعة والأربعين عاماً، ونسبة 18.8% كانت ما بين الخامسة والأربعين والرابعة والستين، ونسبة 11.4% كانت ضمن فئة الخامسة والستين عاماً فما فوق. يوجد لكل 100 أنثى 88.8 ذكر، ويوجد لكل 100 أنثى في الثامنة عشر من عمرها فما فوق 84.1 ذكر.
بلغ متوسط دخل الأسرة في المدينة 27,954 دولارًا، أما متوسط دخل العائلة فبلغ 36,236 دولارًا. وكان متوسط دخل الذكور 32,358 دولارًا مقابل 21,485 دولارًا للإناث. وسجل دخل الفرد الخاص بالمدينة 16,650 دولارًا. وكانت نسبة 14.2% من العائلات ونسبة 18.3% من السكان تحت خط الفقر، وكان من هؤلاء نسبة 23.8% تحت سن الثامنة عشر ونسبة 13.6% في الخامسة والستين من العمر وما فوق.

### تعداد عام 2010
بلغ عدد سكان أوغدينسبورغ 11,128 نسمة بحسب تعداد عام 2010، وبلغ عدد الأسر 4,070 أسرة وعدد العائلات 2,484 عائلة مقيمة في المدينة. في حين سجلت الكثافة السكانية 528.1 نسمة لكل كيلومتر مربع (1,367.8/ميل2). وبلغ عدد الوحدات السكنية 4,356 وحدة بمتوسط كثافة قدره 206.7 لكل كيلومتر مربع (535.4/ميل2).
وتوزع التركيب العرقي للمدينة بنسبة 88.32% من البيض و7.28% من الأمريكيين الأفارقة و0.82% من الأمريكيين الأصليين و0.79% من الأمريكيين ذوي الأصول الآسيوية و0.01% من سكان جزر المحيط الهادئ و1.60% من الأعراق الأخرى و1.19% من عرقين مختلطين أو أكثر و3.50% من الهسبانيون أو اللاتينيون من أي عرق.
بلغ عدد الأسر 4,070 أسرة كانت نسبة 30.8% منها لديها أطفال تحت سن الثامنة عشر تعيش معهم، وبلغت نسبة الأزواج القاطنين مع بعضهم البعض 37.8% من أصل المجموع الكلي للأسر، ونسبة 17.1% من الأسر كان لديها معيلات من الإناث دون وجود شريك، بينما كانت نسبة 6.2% من الأسر لديها معيلون من الذكور دون وجود شريكة وكانت نسبة 39% من غير العائلات. تألفت نسبة 32.1% من أصل جميع الأسر من عدة أفراد يعيشون في نفس المنزل ونسبة 12% كانت تتألف من شخص يعيش بمفرده يبلغ من العمر 65 عاماً أو أكثر. وبلغ متوسط حجم الأسرة المعيشية 2.36، أما متوسط حجم العائلات فبلغ 2.90.
بلغ العمر الوسطي للسكان 39.1 عاماً. وكانت نسبة 20.5% من القاطنين تحت سن الثامنة عشر، وكانت نسبة 9.2% بين الثامنة عشر والرابعة والعشرين عاماً، ونسبة 28.6% كانت واقعةً في الفئة العمرية ما بين الخامسة والعشرين والرابعة والأربعين عاماً، ونسبة 28.7% كانت ما بين الخامسة والأربعين والرابعة والستين، ونسبة 12.9% كانت ضمن فئة الخامسة والستين عاماً فما فوق. وتوزع التركيب الجنسي للسكان بنسبة 54.7% ذكور و45.3% إناث.

## أعلام
- بريندا روميرو
- جو براندي
- دينيس أوبراين
- هنري إي. بربور
- توماس ألفرد ديفيز
- مايكل إيمرت ولش
- جوزيف هنري كونروي
- تشارلز جي. مايرز
- أورفيل جيبسون
- بيشوب بيركنز